# ソレイユ (ゲーム会社)
ソレイユ株式会社 (英: SOLEIL Ltd.) は、日本のゲームソフト開発会社。Wake Up Interactive Limitedの完全子会社。

## 歴史
2008年、テクモのTeam NINJAにて『DEAD OR ALIVE』シリーズや『NINJA GAIDEN』シリーズの開発に携わった松井宏明らによって設立される。当初は同じ時期にテクモから独立した板垣伴信のヴァルハラゲームスタジオの開発協力会社として設立された。ヴァルハラゲームスタジオと共同で開発した『Devil's Third』は、途中でパブリッシャーやプラットフォームが変更になるという難産の末、2015年にWii U版、翌年にはPC版がリリースされたが、あまり成功をおさめることはできなかった。
2015年1月、ヴァルハラゲームスタジオの完全子会社となる。
2017年8月、ヴァルハラゲームスタジオとともにWake Up Interactive Limited（香港）の完全子会社となる。
2018年、開発を担当した『NARUTO TO BORUTO シノビストライカー』が発売。同作はバンダイナムコエンターテインメントからのオファーによって制作され、これがソレイユの社名が表に出る契機となった。
2020年、ガンホー・オンライン・エンターテイメントとの共同開発による『ニンジャラ』がNintendo Switchにてリリースされた。アニメ『サムライジャック』を原作とするアクションゲーム『サムライジャック:時空の戦い』の開発を担当し、同作はマルチプラットフォームでリリースされた。
2021年12月24日、ヴァルハラゲームスタジオを吸収合併。菊地隆行が代表取締役社長兼CEOに就任した。

## ゲームタイトル
| 発売/配信日   | 作品名                                                             | 配信元                                   | プラットフォーム          | 備考                                           |
| ------------- | ------------------------------------------------------------------ | ---------------------------------------- | ------------------------- | ---------------------------------------------- |
| 2015年8月4日  | Devil's Third（開発協力）                                          | 任天堂                                   | Wii U                     | 開発：ヴァルハラゲームスタジオ                 |
| 2016年6月8日  | Devil's Third（開発協力）                                          | ネクソン                                 | PC                        | 開発：ヴァルハラゲームスタジオ                 |
| 2018年8月25日 | NARUTO TO BORUTO シノビストライカー                                | バンダイナムコエンターテインメント       | PS4、Xbox One、PC         | 日本ではPS4版のみ発売                          |
| 2019年1月18日 | トラヴィス・ストライクス・アゲイン:ノーモア★ヒーローズ（開発協力） | マーベラス                               | Switch、PC                |                                                |
| 2020年6月25日 | ニンジャラ（開発協力）                                             | ガンホー・オンライン・エンターテイメント | Switch                    | 開発：ガンホー・オンライン・エンターテイメント |
| 2020年8月21日 | サムライジャック:時空の戦い                                        | Adult Swim Games DMM GAMES（日本）       | PS4、Xbox One、Switch、PC | 日本では2021年1月21日にPS4版、Switch版が発売   |
| 2022年9月29日 | ヴァルキリーエリュシオン                                           | スクウェア・エニックス                   | PS4、PS5、PC              | 2022年11月12日にPC版が発売                     |
| 2023年2月14日 | Wanted: Dead                                                       | 110 Industries                           | PS5、Xbox Series X/S、PC  |                                                |
|               | 鬼滅の刃 血風剣戟ロワイアル（開発協力）                            | アニプレックス                           | iOS/Android               | 開発：Quatro A                                 |

出典: